# Rhona Martin
Rhona Martin (n. 12 octombrie 1966, Irvine⁠(d), Scoția, Regatul Unit) este o jucătoare de curl ce a reprezentat Scoția, medaliată olimpică. A participat la 2 ediții ale Jocurilor Olimpice (2002, 2006) în care a câștigat o medalie de aur.